# Antillicharis
Genre
Antillicharis est un genre d'Orthoptera de la famille des Gryllidae.

## Distribution
Les espèces de ce genre se rencontrent aux Antilles.

## Liste des espèces
Selon Orthoptera Species File (4 avril 2010) :
- Antillicharis abejas Otte & Perez-Gelabert, 2009
- Antillicharis adaptos Otte & Perez-Gelabert, 2009
- Antillicharis adorabilis Otte & Perez-Gelabert, 2009
- Antillicharis agastos Otte & Perez-Gelabert, 2009
- Antillicharis anactorios Otte & Perez-Gelabert, 2009
- Antillicharis antillarum (Saussure, 1874)
- Antillicharis aphenges Otte & Perez-Gelabert, 2009
- Antillicharis aphetos Otte & Perez-Gelabert, 2009
- Antillicharis apito Otte & Perez-Gelabert, 2009
- Antillicharis bacaju Otte & Perez-Gelabert, 2009
- Antillicharis basilios Otte & Perez-Gelabert, 2009
- Antillicharis bellatulus Otte & Perez-Gelabert, 2009
- Antillicharis celerans Otte & Perez-Gelabert, 2009
- Antillicharis cresbios Otte & Perez-Gelabert, 2009
- Antillicharis cuphos Otte & Perez-Gelabert, 2009
- Antillicharis cydalimos Otte & Perez-Gelabert, 2009
- Antillicharis demissus Otte & Perez-Gelabert, 2009
- Antillicharis dubius (Caudell, 1922)
- Antillicharis echodes Otte & Perez-Gelabert, 2009
- Antillicharis eclipes Otte & Perez-Gelabert, 2009
- Antillicharis egregius Otte & Perez-Gelabert, 2009
- Antillicharis empsychos Otte & Perez-Gelabert, 2009
- Antillicharis energos Otte & Perez-Gelabert, 2009
- Antillicharis eperastos Otte & Perez-Gelabert, 2009
- Antillicharis epholcos Otte & Perez-Gelabert, 2009
- Antillicharis eribombos Otte & Perez-Gelabert, 2009
- Antillicharis errabundus Otte & Perez-Gelabert, 2009
- Antillicharis facetus Otte & Perez-Gelabert, 2009
- Antillicharis fulvescens (Saussure, 1878)
- Antillicharis gaudialis Otte & Perez-Gelabert, 2009
- Antillicharis gegonos Otte & Perez-Gelabert, 2009
- Antillicharis gratus Otte & Perez-Gelabert, 2009
- Antillicharis gryllodes (Pallas, 1772)
- Antillicharis habros Otte & Perez-Gelabert, 2009
- Antillicharis idanos Otte & Perez-Gelabert, 2009
- Antillicharis illectans Otte & Perez-Gelabert, 2009
- Antillicharis illex Otte & Perez-Gelabert, 2009
- Antillicharis kirrhos Otte & Perez-Gelabert, 2009
- Antillicharis melodos Otte & Perez-Gelabert, 2009
- Antillicharis nanion Otte & Perez-Gelabert, 2009
- Antillicharis naskreckii Otte & Perez-Gelabert, 2009
- Antillicharis nocturus Otte & Perez-Gelabert, 2009
- Antillicharis oriobates Otte & Perez-Gelabert, 2009
- Antillicharis palans Otte & Perez-Gelabert, 2009
- Antillicharis pannychios Otte & Perez-Gelabert, 2009
- Antillicharis pelliciens Otte & Perez-Gelabert, 2009
- Antillicharis planodes Otte & Perez-Gelabert, 2009
- Antillicharis polyplanes Otte & Perez-Gelabert, 2009
- Antillicharis polypsophos Otte & Perez-Gelabert, 2009
- Antillicharis properatos Otte & Perez-Gelabert, 2009
- Antillicharis regificus Otte & Perez-Gelabert, 2009
- Antillicharis regillus Otte & Perez-Gelabert, 2009
- Antillicharis rodriguezi (Saussure, 1874)
- Antillicharis sabaensis Otte & Perez-Gelabert, 2009
- Antillicharis saukros Otte & Perez-Gelabert, 2009
- Antillicharis saulcyi (Guérin-Méneville, 1844)
- Antillicharis sibilans (Saussure, 1878)
- Antillicharis similis (Walker, 1869)
- Antillicharis solivagus Otte & Perez-Gelabert, 2009
- Antillicharis thaumasios Otte & Perez-Gelabert, 2009
- Antillicharis thorybodes Otte & Perez-Gelabert, 2009
- Antillicharis tintinnans Otte & Perez-Gelabert, 2009
- Antillicharis tychaeos Otte & Perez-Gelabert, 2009
- Antillicharis tyrannicos Otte & Perez-Gelabert, 2009
- Antillicharis unicolor (Olivier, 1791)
- Antillicharis vigil Otte & Perez-Gelabert, 2009
- Antillicharis vigilax Otte & Perez-Gelabert, 2009
- Antillicharis vivus Otte & Perez-Gelabert, 2009
- Antillicharis xouthos Otte & Perez-Gelabert, 2009
- Antillicharis zatheos Otte & Perez-Gelabert, 2009

## Référence
- Otte & Perez-Gelabert, 2009 : Caribbean crickets. Orthopterists Society, Philadelphia, p. 1-792.